# Bellamar (Calafell)
Bellamar és una àrea residencial urbanitzada del municipi de Calafell, al Baix Penedès.  Està situada entre les urbanitzacions de Bonavista del Prat de Calafell (oest) i Mas Mel (est). Limita al sud amb la carretera C-31 i al nord amb la Muntanya del Comú (Les Trinxeres). La distància al mar des del límit sud (C-31), on hi ha el poblat ibèric de les Teixoneres, és de 350 metres, a la zona anomenada l'Estany (Estany Llarg) on desemboca el torrent de La Graiera.
La urbanització és una entitat singular i nucli de població de Calafell, i el gener de 2023 tenia una població de 473 habitants. Des de 2018 s'està regulant la construcció a la zona, restringint els permisos a la zona sud, més pròxima al mar, i afavorint la construcció a la banda de muntanya. El 2022, l'ajuntament va acordar millores en la reparació de les voreres que tenien una antiguitat de més de 60 anys des dels inicis de la urbanització.
Durant la guerra civil, a la zona de les Trinxeres - d'aquí li ve el nom - s'hi va mantenir un destacament de soldats. A prop de la urbanització hi resten runes dels antics barracons. També hi hagué instal·lades unes bateries de costa a la part més alta.